# Dimitris Saravakos
Dimitrios "Dimitris" Saravakos (på græsk Δημήτρης Σαραβάκος, født 29. juli 1961 i Athen, Grækenland) er en tidligere græsk fodboldspiller (angriber/offensiv midtbane).
Saravakos spillede hele sin karriere i hjemlandet, hvor han primært var tilknyttet Panathinaikos, som han spillede for i elleve sæsoner. Han spillede også hos Panionios og AEK Athen. Med Panathinaikos var han med til at vinde tre græske mesterskaber.
Saravakos spillede desuden 78 kampe og scorede 22 mål for det græske landshold. Han var en den græske trup VM i 1994 i USA. Her spillede han den ene af grækernes tre kampe i turneringen, hvor holdet blev slået ud efter at have tabt alle sine tre indledende gruppekampe.